# Bluebugging
Bluebugging es una forma de ataque Bluetooth a menudo causado por una falta de conocimiento. Fue desarrollado después de la aparición de bluejacking y bluesnarfing. Similar al bluesnarfing, bluebugging accede y usa todas las funciones del teléfono 
pero está limitado por la potencia de transmisión de las radios Bluetooth de clase 2, que normalmente limita su alcance a 10-15 metros. Sin embargo, el alcance operativo se ha incrementado con la llegada de las antenas direccionales.

## Historia
Bluebugging fue desarrollado por el investigador alemán Martin Herfurt en 2004, un año después del advenimiento del bluejacking Inicialmente una amenaza contra las computadoras portátiles con capacidad Bluetooth, luego se dirigió a teléfonos móviles y PDA. 
Bluebugging manipula un teléfono objetivo para comprometer su seguridad, esto para crear un ataque de puerta trasera antes de devolver el control del teléfono a su propietario. Una vez que se ha establecido el control de un teléfono, se utiliza para devolver la llamada al hacker que luego puede escuchar las conversaciones. El programa Bluebug también tiene la capacidad de crear una aplicación de desvío de llamadas mediante la cual el hacker recibe llamadas destinadas al teléfono objetivo.
Un desarrollo adicional de Bluebugging ha permitido el control de los teléfonos objetivo a través de los auriculares con micrófono Bluetooth. Lo logra pretendiendo ser el auricular y "engañando" al teléfono para que obedezca los comandos de llamada. Un hacker no solo puede recibir llamadas destinadas al teléfono objetivo, sino que también puede enviar mensajes, leer guías telefónicas y examinar calendarios.